# Adolphe-Ernest Raguet de Brancion
Pour les articles homonymes, voir Brancion et Raguet.
Adolphe-Ernest Raguet de Brancion, né le 8 août 1803 à Condé-sur-l'Escaut (Nord) et tué le 7 juin 1855 au Siège de Sébastopol, était un colonel français dont la mort héroïque au combat devint un exemple patriotique célébré au XIXe siècle.

## Biographie
Fils d'un agent forestier, il est admis à l'École spéciale militaire de Saint-Cyr en 1818, et opte pour l'arme de l'infanterie à sa sortie en 1821.
Il sert brièvement en Algérie en tant que chef de bataillon d'octobre 1845 à juillet 1846.
Promu colonel commandant le 50e régiment d'infanterie de ligne le 18 octobre 1854, il combat à la tête de son régiment durant la guerre de Crimée. Il est tué héroïquement le 7 juin 1855 lors de la prise du Mamelon Vert, qui fut un des épisodes saillants du long Siège de Sébastopol.

## Hommages
À Paris, une porte de l’enceinte de Thiers, la porte Brancion, ainsi que la rue Brancion, toutes deux situées dans le 15e arrondissement de Paris, portent son nom. 
Le peintre Paul Alexandre Protais a par ailleurs réalisé un tableau intitulé Mort du colonel de Brancion. Cette peinture représente le colonel mourant en plantant le drapeau de son régiment sur le Mamelon Vert que sa troupe venait de conquérir. L'œuvre est conservée au Musée de l'Histoire de France (Versailles).

## Source
- Dossier de Légion d'honneur du colonel de Brancion.